# 宋郑交兵
宋郑交兵發生於前719年—前480年，宋國与郑国的一系列戰爭。
郑国从春秋初年自关中迁到河南，向四方扩展领地，对黄河南岸的中原大国宋国构成威胁。东周王室衰微，无力干涉诸侯间的战争。在齐桓公、晋文公称霸时，宋国和郑国的征战稍稍停歇。后来又随着晋楚争霸的进行，两国在霸权国之间，经常左右摇摆，大抵郑国摇摆的频率更高，当时被称之为“郑昭宋聋”。晋国或楚国经常联合宋国、郑国之一方，征伐另一国。所以晋楚争霸的战场基本都是在宋郑两国。前546年，弭兵之会后，宋郑有一个较长期的息兵，春秋末年，晋国和楚国的霸权相继衰落，宋国和郑国又重新开始征伐，但战国时代的来临，使大国之间的兼并战争成为主流，宋郑最终被战国七雄吞并。

## 过程

### 十年十一战
1
前719年，卫国州吁弑卫桓公自立。这时，郑庄公胞弟共叔段的儿子公孙滑在卫国避难，宋殇公不满郑国收留他的堂兄公子冯。于是州吁纠合陈国、蔡国、宋国攻打郑国，围攻郑国的东门，五日后才退兵。
2
当年秋季，卫国、宋国、陈国、蔡国再次进攻郑国。宋殇公派人到鲁国请求出兵相救，鲁隐公推辞，羽父坚决请求前去攻打郑国。诸侯的军队打败了郑国的步兵，割取了那里的谷子便回来。
3
前718年九月，宋国人掠取邾国的土地，邾国人告诉郑国说：“请郑伯攻打宋国，报仇雪恨，敝邑愿意做向导。”郑庄公带领周天子的军队和邾军会合，进攻宋国，进入了外城，以报复去年东门之战。
4
当年冬季，宋国人进攻郑国，包围长葛，以报复攻进外城这一战役。
5
前717年冬季，宋国攻取长葛。
6
前714年秋季，郑庄公用天子的名义向鲁国表示要进攻宋国。冬季，鲁隐公和齐僖公在防地会面，策划进攻宋国。
7
前713年五月，鲁国羽父事先会合齐僖公、郑庄公，进攻宋国。六月初七日，鲁隐公在菅地打败宋军。十五日，郑国军队开进郜地。十六日，郑国把郜地归属于鲁国。二十五日，郑国军队又开进防地。二十六日，郑国把防地归属于鲁国。
8
前713年七月初五日，郑国的军队进入本国的远郊，仍然停留在那里。宋军、卫军趁此攻进郑国。蔡军跟在后面进攻戴地。
9
前713年八月初八日，郑庄公包围戴地。初九日，攻克戴地，俘虏了宋、卫、蔡三国军队。宋军、卫军已经攻入郑国，而又为了攻打戴地才联合蔡军，蔡国人发怒。由于三支军队不合作而失败。
10
前713年九月，郑庄公率军攻入宋国。
11
前712年十月，郑庄公带着虢国的军队攻打宋国。十四日，把宋国的军队打得大败，以报复宋国攻入郑国的战役。前710年，宋卿华父督杀孔父嘉、宋殇公，立公子冯为宋莊公。郑莊公、鲁桓公、齐僖公、陈桓公在稷会盟，受到了华父督的贿赂，于是与宋国讲和。

### 郑厉公夺位
12
宋庄公帮助郑厉公赶走兄长郑昭公，向郑国索要大量财物。郑国与宋国反目。鲁桓公想解和宋国、郑国讲和。前700年冬，宋庄公拒绝议和，鲁桓公和郑厉公在武父（今山东省东明县西南）结盟，结盟后就率领军队进攻宋国。这次战争，无功而返。
13
前699年二月，郑厉公会同纪国、鲁桓公的军队和宋国、齐国、卫国、南燕国四国的军队交战。四国联军战败。
14
前698年冬，宋庄公为报前年一战之仇，联合齐、卫、陈、蔡四国联合攻打郑国。宋军大掠郑国东郊，攻取牛首。宋军又焚毁渠门，攻入大逵，当宋军至太宫时，尽取其椽而归国用为宋国卢门之椽。
15
前697年，郑厉公想要谋害祭仲，祭仲发觉，郑厉公逃到蔡国，祭仲迎回郑昭公。冬季，鲁桓公与宋庄公、卫惠公、陈庄公在袲地会见，策划进攻郑国，以便护送郑厉公回国。最后战败，军队各自回国。
16
前696年正月，鲁桓公和宋庄公、蔡桓侯、卫惠公、陈庄公在曹国会见，又策划进攻郑国。四月，五国进攻郑国，没有获胜。
17
前680年流亡外国十七年的郑厉公回国复位。前679年春季，齐桓公、宋桓公、陈宣公、卫惠公、郑厉公在鄄地会见，齐国开始称霸。秋季，宋国之附庸郳国（又作小邾国、今山东滕州东）叛宋，宋国于是联合齐国、邾国出兵而共同攻打郳国。与宋不睦的郑厉公便乘机入侵宋国。
18
前678年夏季，由于郑国入侵宋国，宋国又联合齐国、卫国联军进攻郑国，秋季，楚国借口郑国未及时向其通报郑厉公复位之事，而发兵进攻郑国，到达栎地（今河南禹州）。处于齐國、楚國两大國之间的郑國为避免两面受敌，决定依附齐國。十二月，郑厉公与齐国、鲁国、宋国、陈国、卫国、许国、滑国、滕国之君在幽地会盟。齐桓公称霸，除了诸侯联军的新城之战，郑宋二国四十年没有兴兵。

### 新城之战
19
周惠王想要废太子郑立王子带。前655年秋天，齐桓公在卫国的首止会盟宋国、鲁国、陈国、卫国、曹国、郑国、许国，确认太子郑的地位。周惠王派宰孔让郑文公不要参与会盟。郑文公没有盟誓，就回到郑国。前654年夏天，齐桓公率领齐国、鲁国、陈国、卫国、曹国五国联军围攻郑国西北的新城（今河南省新密市东南）。秋天，楚成王率楚军攻打许国。五国联军去救许国，楚国撤退到武城（今河南省南阳市北）。

### 宋襄公争霸
20
前638年三月，郑文公到楚国去。夏季，宋襄公联合卫襄公、许僖公、滕昭公率军进攻郑国。子鱼说：“所说的祸乱就在这里了。”十一月，楚成王进攻宋国以救援郑国。宋襄公泓水之战败于楚国。

### 晋楚争霸
21
前633年冬季，楚成王和陈穆公、蔡莊侯、郑文公、许僖公包围宋国。晋文公率军救援宋国，次年，城濮之战晋国战胜楚国。晋国称霸，郑宋之间二十二年没有兴兵。
22
前611年，宋国人杀死国君宋昭公，另立宋文公。前610年春季，晋国荀林父、卫国孔达、陈国公孙宁、郑国石楚联军攻打宋国，质问杀死国君之事，最后还是承认了宋文公的君位而回国。《春秋》没有记载卿的姓名，这是由于他们改变初衷承认了宋文公。
23
前608年秋季，楚庄王联合郑穆公侵袭陈国、宋国。晋国赵盾带兵救陈、宋。宋文公、陈灵公、卫成公、曹文公和晋军在棐林会合，讨伐郑国。楚国蒍贾去救援郑国，在北林和晋军相遇，囚禁了晋国的解扬，晋军就回国。冬季。晋军联合宋军攻打郑国，以报复北林之战。
24
前607年春季，郑国公子归生接受楚国命令攻打宋国。宋国华元、乐吕带兵抵御。二月十日，大棘之战，前夜，华元与全军分羊肉，御者羊斟没有分到羊肉而怀恨，翌日驾驶华元的兵车投靠郑国导致华元被俘，宋军大败。郑国囚禁了华元，得到乐吕的尸首。
25
夏季，晋国赵盾救援焦地，于是从阴地会同宋国、卫国、陈国的军队袭击郑国，以报复郑国大棘之战。楚国鬬椒救援郑国，楚军就驻扎在郑国，等待晋军。赵盾于是离开郑国。
26
滕国依靠晋国而不事奉宋国，前599年六月，宋军进攻滕国。郑国和楚国讲和，晋国、宋国、卫国、曹国的军队进攻郑国，讲和以后回国。
27
前588年春季，晋国、宋国、鲁国、卫国、曹国联军进攻郑国，联军驻扎在伯牛，这是讨伐邲之战郑国对晋国有二心，于是从东边入侵郑国。郑国的公子偃领兵抵御，命令东境地方部队在鄤地埋伏，在丘舆击败敌军。郑国皇戌到楚国进献战利品。
28
前582年秋，郑成公前去晋国访问，被晋国以勾结楚国之罪扣留。前581年三月，公子班立郑成公的庶兄公子繻为君。四月，郑国人杀了公子繻，立郑成公的儿子髡顽为君，公子班逃亡到许国。栾武子决定进攻郑国，把郑成公送回国，以此求和。五月，晋国、齐国、鲁国、宋国、卫国、曹国联军进攻郑国。郑国的子罕把郑襄公宗庙中的钟赠送给晋国，子然和诸侯在脩泽结盟，子驷作为人质。五月十一日，郑成公回国。
29
前575年，楚共王从武城派公子成用汝阴的土田给郑国。郑国背叛晋国，子驷跟随楚共王在武城结盟。郑国的子罕进攻宋国，宋国将鉏、乐惧在汋陂打败了他。宋军退兵，驻扎在夫渠，宋国仗恃打了胜仗而不加戒备。郑军伏兵袭击，在汋陵打败了宋国，俘虏了将鉏、乐惧。之后鄢陵之战，晋国战胜楚国。
30
前574年正月，郑国子驷进攻晋国的虚、滑两地。卫国的北宫括救援晋国，攻打郑国，到达高氏。五月，郑国太子髡顽和侯卻獳到楚国为人质，楚国公子成、公子寅戍守在郑国。鲁成公会合尹武公、单襄公以及晋厉公、齐灵公、宋平公、卫献公、曹成公、邾国进攻郑国，从戏童到达曲洧。六月二十六日，为了重温戚地的盟会，鲁成公和尹武公、单襄公、晋厉公、齐灵公、宋平公、卫献公、曹成公、邾国在柯陵结盟。楚国的子重援救郑国，军队驻扎在首止。诸侯就退兵回国。
31
冬季，晋厉公会同鲁成公、单襄公、宋平公、卫献公、曹成公、齐灵公、邾国进攻郑国。十月十二日，包围郑国。楚国公子申救援郑国，军队驻扎在汝水边。十一月，诸侯退兵回国。
32
前573年六月，郑成公入侵宋国，到达宋国曹门外。于是就会合楚共王一起进攻宋国，占领了朝郏。楚国子辛、郑国的皇辰入侵城郜，占取幽丘。一起进攻彭城，送回了宋国的鱼石、向为人、鳞朱、向带、鱼府，用三百辆战车留守，然后回国。
33
十一月，楚国的子重救援彭城，进攻宋国。宋国的华元去到晋国告急。晋悼公领兵驻扎在台谷以救宋国。在靡角之谷和楚军相遇，楚军退走回国。
34
前572年秋季，楚共王為回應晉國及諸侯聯軍於洧上之戰大敗鄭國及入侵楚國，派子辛救援郑国，入侵宋国的吕地和留地。郑国子然入侵宋国，占取了犬丘。
35
前571年春季，在楚国的命令下，郑国的军队侵袭宋国。郑国的子驷请求服从晋国来解除对楚国的负担。郑成公感念鄢陵之战楚共王为了郑国伤掉了一只眼睛，没有同意。七月，郑成公去世。子罕当国，子驷为政，子国出任司马。
36
当时晋军、宋军、卫国甯殖进攻郑国，郑国大夫都主张服从晋国。子驷认为郑成公的命令没有改变。晋国荀罃、宋国华元、鲁国仲孙蔑、卫国孙林父、曹国人、邾国人在戚地会见，商讨征服郑国。智罃听从仲孙蔑进言，在郑国边境近筑虎牢城，威胁郑国。冬季，再次在戚地会见，齐国的崔杼和滕国、薛国、小邾国的大夫都参加会见，郑国由于晋国修筑虎牢城，而归附晋国。
37
前565年夏，郑国攻打蔡国，冬季，楚共王派子囊讨伐郑国，以示报复。郑国投靠楚国。前564年十月，晋悼公、宋平公、皇郧、鲁襄公、季孙宿、卫献公、北宫括、曹成公、莒黎比公、邾宣公、滕成公、薛献公、杞孝公、小邾穆公、齐国世子光、崔杼十二国联军伐郑，阴口之战，郑国向诸侯联军屈服。之后，楚共王派兵伐郑，子驷再次屈服楚国。
38
前563年六月，楚国的子囊、郑国的子耳进攻宋国，军队驻扎在訾毋。六月十四日，包围宋国，攻打桐门。秋季七月，入侵鲁国西部边境。回国，包围萧地。八月十一日，攻克萧地。九月，子耳入侵宋国北部边境。
39
晋悼公、宋平公、鲁襄公、卫献公、曹成公、莒黎比公、邾宣公、齐世子光、滕成公、薛献公、杞孝公、小邾穆公十二国联军攻打郑国，齐国的崔杼让世子光先到达军队里，所以排在滕国前面。九月二十五日，军队驻扎在牛首。十月十四日，郑国西宫之变，子驷、子国、子耳被杀。楚国的子囊救援郑国。十一月，诸侯联军环绕郑国然后往南，到达阳陵，楚军不退。晋军往前推进。十一月十六日，和楚军隔着颍水相对而驻扎下来。郑军夜里渡过颍水，和楚国人结盟。十一月二十四日，诸侯的军队撤退，攻打了郑国的北部边境然后回国。楚国人也退兵回国。是为晋悼公三驾伐郑之一。
40
前562年，郑国疲于在晋楚之间骑墙。这时楚国比晋国弱，晋国并不急于争夺郑国。郑国的大夫计划进攻宋国，让晋国出死力攻打争夺郑国，使楚国不敢再来争夺，之后就能全心依附晋国，不用两边倒了。于是派边境的官吏向宋国挑衅。宋国的向戌入侵郑国，俘获甚多。郑国的子展率军入侵宋国。
41
四月，晋悼公、宋平公、鲁襄公、卫献公、曹成公、莒黎比公、邾宣公、齐世子光、滕成公、薛献公、杞孝公、小邾穆公十二国联军进攻郑国。四月十九日，齐世子光、宋国向戌先到达郑国，驻军在东门外。当天晚上，晋国荀罃到达西郊，往东进攻许国的旧地。卫国孙林父进攻郑国的北部边境。六月，诸侯在北林会见，军队驻扎在向地。又转向西北，驻扎在琐地。包围郑国，在南门外显示军力。又有军队从西边渡过济隧。郑国人向诸侯求和。七月，各诸侯和郑国在毫地结盟。是为晋悼公三驾伐郑之二。
42
楚国的子囊向秦国请求出兵，秦国的右大夫詹率军跟随楚共王，由楚王率领进攻郑国。郑简公前去迎接表示顺服。七月二十七日，楚共王、郑简公进攻宋国。
43
九月，诸侯用全部兵力再次进攻郑国，郑简公派良霄、太宰石㚟去楚国，告诉说准备对晋国顺服，楚共王囚禁了他们，但无力救援郑国。诸侯联军在新郑东门外示威，郑简公派王子伯骈求和。九月二十六日，晋国的赵武进入郑国和郑简公结盟。十月初九日，郑国的子展出城和晋悼公结盟。十二月初一日，在萧鱼会盟。是为晋悼公三驾伐郑之三。从此，郑国彻底依附晋国，宋郑之间也是68年没有战争。

### 春秋后期
44
春秋末期，晋国和楚国的霸权全都衰落。前495年，郑国的罕达率军伐宋，在老丘打败宋军。
45
在晋国内战中，郑国与赵简子对抗。后来赵简子击败士吉射、中行寅，郑国于是得罪了晋国的当权派。前488年春季，皇瑗率领宋军入侵郑国。
46
此年，宋景公包围曹国，郑国的国参说：“宋国人如果据有曹国，这是郑国的忧患，不能不救。”郑军救援曹国，入侵宋国。次年，宋灭曹。
47
前486年，郑国罕达（武子賸）的宠臣许瑕求取封邑，没有地方可以封给他。许瑕请求取之于外国，武子賸答应，所以包围了宋国的雍丘。宋国的皇瑗又包围郑军，每天挖沟修筑堡垒，连成一线。郑军号啕大哭，武子賸前去救援，大败。二月十四日，宋军在雍丘全歼郑军，留下有才之人的性命，带郏张和郑罗回军。
48
秋天，宋景公发兵攻打郑国。
49
前485年，宋国攻打郑国。
50
宋国和郑国之间有些空地，名叫弥作、顷丘、玉畅、嵒、戈、钖。子产的时候，和宋国讲和，说不要了。等到宋平公、宋元公的族人从萧地逃亡到郑国，郑国人为他们在嵒地、戈地、钖地筑了城。前483年九月，宋国的向巢进攻郑国，占领了钖地，杀死了宋元公的孙子，并进而包围了嵒地。十二月，郑国的罕达救援嵒地。十二月二十八日，包围了宋军。
51
前482年春季，宋国向魋救援。郑国的罕达派人通告全军说：“抓到向魋的有赏。”向魋就逃走回国。郑军就在嵒地全部歼灭宋军，俘虏了成讙郜延，把六个城邑掳掠一空，然后两国都不加管辖。
52
前480年，郑声公攻打宋国。